# Атерійська культура
Атерійська культура — археологічна культура, що належить до середнього палеоліту північної Сахари і регіону гір Атлас. Сліди її знайдені у Омані та пустелі Тар.
Нечисленні знайдені артефакти створені, як припускають, Homo sapiens, але дуже раннього типу, в якому проявляється деяка зовнішня морфологічна схожість з неандертальцями . Донині знайдені залишки лише декількох скелетів.
Відомо більше десятка стоянок, вік яких від 20 до 90 000 років .
Кам'яні знаряддя виконані «технікою леваллуа». Для посилення до них прикріплювали дерев'яне руків'я, в тому числі використовуючи спис і стріли з кам'яними наконечниками. Це одна з перших культур, в якій з'явилися лук і стріли  .
Знайдено також прикраси у вигляді раковин молюсків Nassarius, пофарбованих вохрою і з отворами для нанизування, вік яких становить близько 82 000 років . Аналогічні прикраси тієї ж епохи знайдені на Близькому Сході та півдні Африки, в печері Бломбос.
В епоху мезоліту атерійську культуру практично на всій території її поширення змінює іберо-мавританська культура, зв'язок якої з атерійською культурою залишається дискусійною.
Серед стоянок атерійської культури досліджено Айн-Метершем у Тунісі.

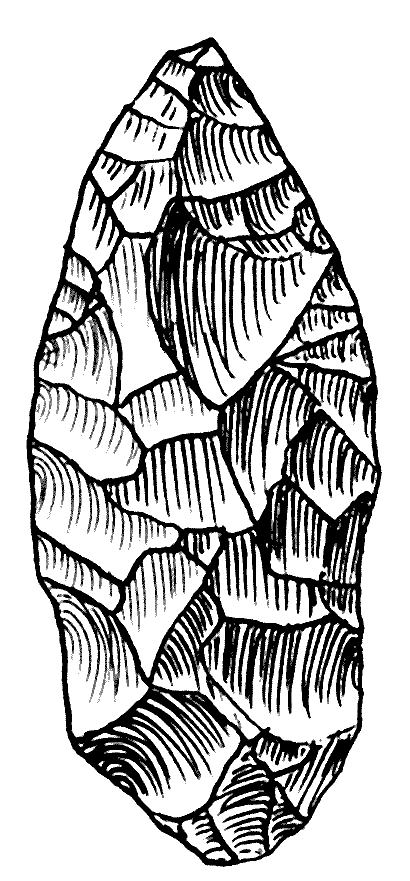
Двосічна проколка.
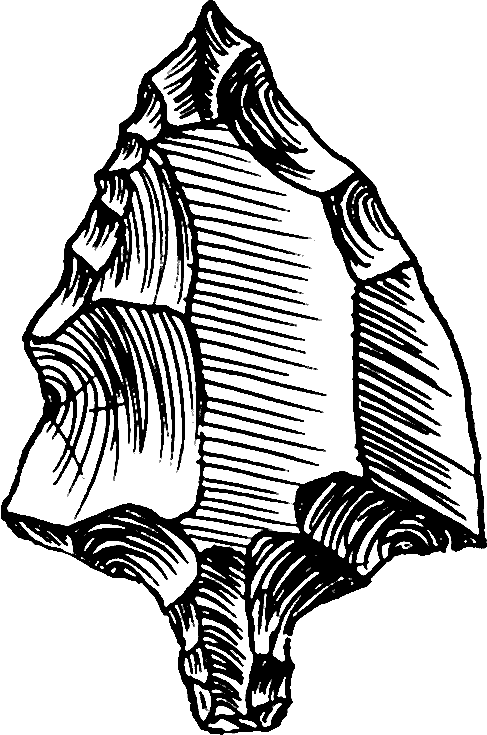
Гостроконечник.
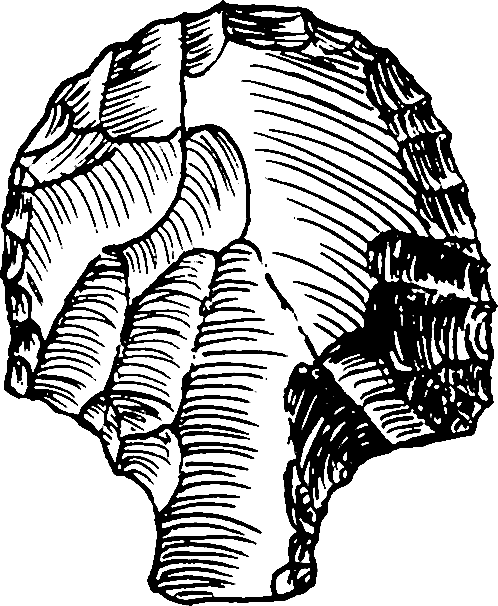
Скребок.

## Див. Також
- Доісторична Північна Африка